# Dipturus mennii
Dipturus mennii  (лат.) — вид хрящевых рыб семейства ромбовых скатов отряда скатообразных. Обитают в субтропических водах юго-западной части Атлантического океана между  20° ю. ш. и 40° ю. ш и между 60° з. д. и 40° з. д. Встречаются на глубине до 513 м. Их крупные, уплощённые грудные плавники образуют диск в виде ромба со удлинённым и заострённым рылом. Максимальная зарегистрированная длина 160 см. Откладывают яйца. Не являются объектом целевого промысла.

## Таксономия
Впервые вид был научно описан в 2001 году. Он назван в честь аргентинского ихтиолога Роберто Карлоса Менни за его вклад в исследование скатов, обитающих в водах Аргентины. Голотип представляет собой самца длиной 151 см с диском шириной 88,8 см, пойманного у побережья Бразилии (26°44′ ю. ш. 47°09′ з. д.) на глубине 133 м. Паратип: самец длиной 67,1 см с диском шириной 59,7 см, пойманный в водах Риу-Гранди-ду-Сул.    

## Ареал
Эти демерсальные скаты обитают у побережья Бразилии. Встречаются на внешнем крае континентального шельфа и в верхней части материкового склона на глубине от 133 до 500 м

## Описание
Широкие и плоские грудные плавники этих скатов образуют ромбический диск с округлым рылом и закруглёнными краями. На вентральной стороне диска расположены 5 жаберных щелей, ноздри и рот. На длинном хвосте имеются латеральные складки. У этих скатов 2 редуцированных спинных плавника и редуцированный хвостовой плавник. От сородичей отличаются колючим межглазничным пространством. Дорсальная поверхность диска гладкая. Затылочные колючки сливаются со срединным рядом, пролегающим вдоль позвоночника по диску и хвосту. На вентральной поверхности между жабрами имеются несколько колючек. Обе поверхности диска коричневого цвета, вентральные кончики грудных плавников светло-коричневые. Рыло колючее. У самцов передний край диска вогнут. Диаметр глаза по горизонтали в 2 раза меньше длины основания второго спинного плавника. Длина основания первого спинного плавника равна межглазничному расстоянию. Дорсальная область птеригоподиев гладкая. Зубная формула: 33—36/30—37. Внешне вид похож на Dipturus trachyderma, от которого отличается более грубой кожей в межглазничной области. 
Максимальная зарегистрированная длина 160 см.

## Биология
Подобно прочим ромбовым эти скаты откладывают яйца, заключённые в жёсткую роговую капсулу с выступами на концах. Эмбрионы питаются исключительно желтком. 

## Взаимодействие с человеком
Эти скаты не являются объектом целевого промысла, однако попадаются в качестве прилова. Медленный рост и низкая плодовитость делает их чувствительными к перелову. Международный союз охраны природы присвоих виду охранный статус «Уязвимый».